# Tag des Gedenkens an die Opfer des Nationalsozialismus

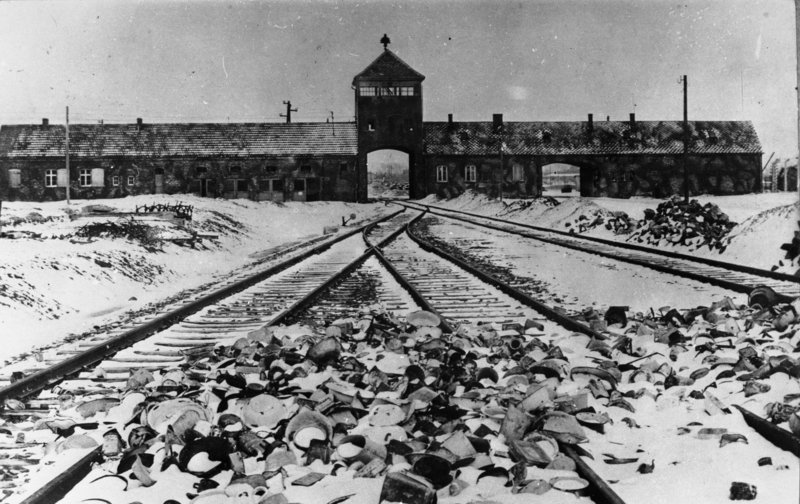
Foto vom Torhaus des KZ Auschwitz-Birkenau, Ansicht von innen, 1945. Aufnahme Stanisław Mucha

Der Tag des Gedenkens an die Opfer des Nationalsozialismus am 27. Januar ist in Deutschland seit 1996 ein bundesweiter, gesetzlich verankerter Gedenktag. Er ist als Jahrestag bezogen auf den 27. Januar 1945, den Tag der Befreiung des Vernichtungslagers Auschwitz-Birkenau und der beiden anderen Konzentrationslager Auschwitz durch die Rote Armee im letzten Jahr des Zweiten Weltkriegs. Zum Internationalen Tag des Gedenkens an die Opfer des Holocaust wurde der 27. Januar von den Vereinten Nationen im Jahr 2005 erklärt. Inzwischen wird der Gedenktag auch in vielen Staaten Europas begangen.

## Gedenktag in Deutschland

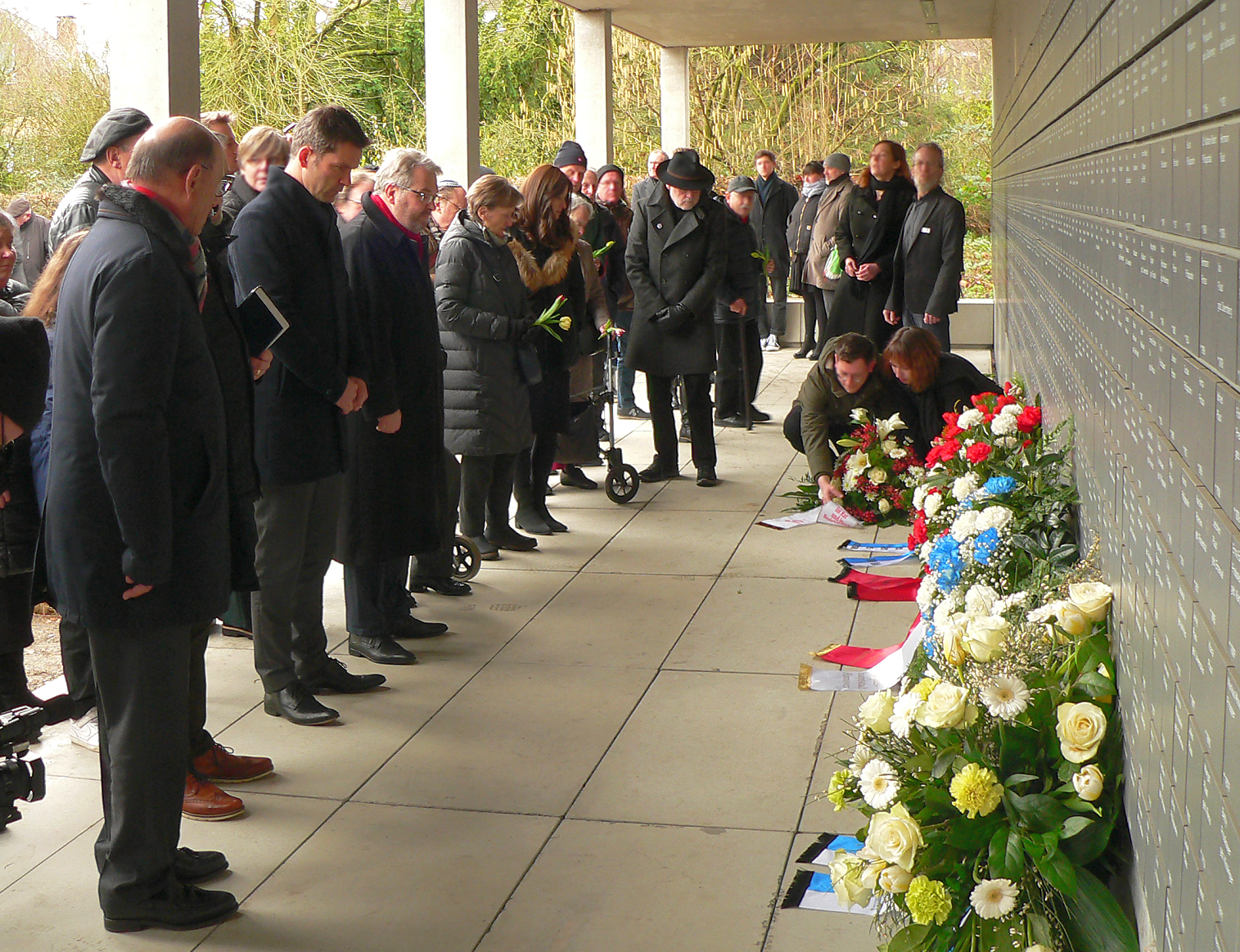
Kranzniederlegung in der Gedenkstätte Ahlem in Hannover, 2023

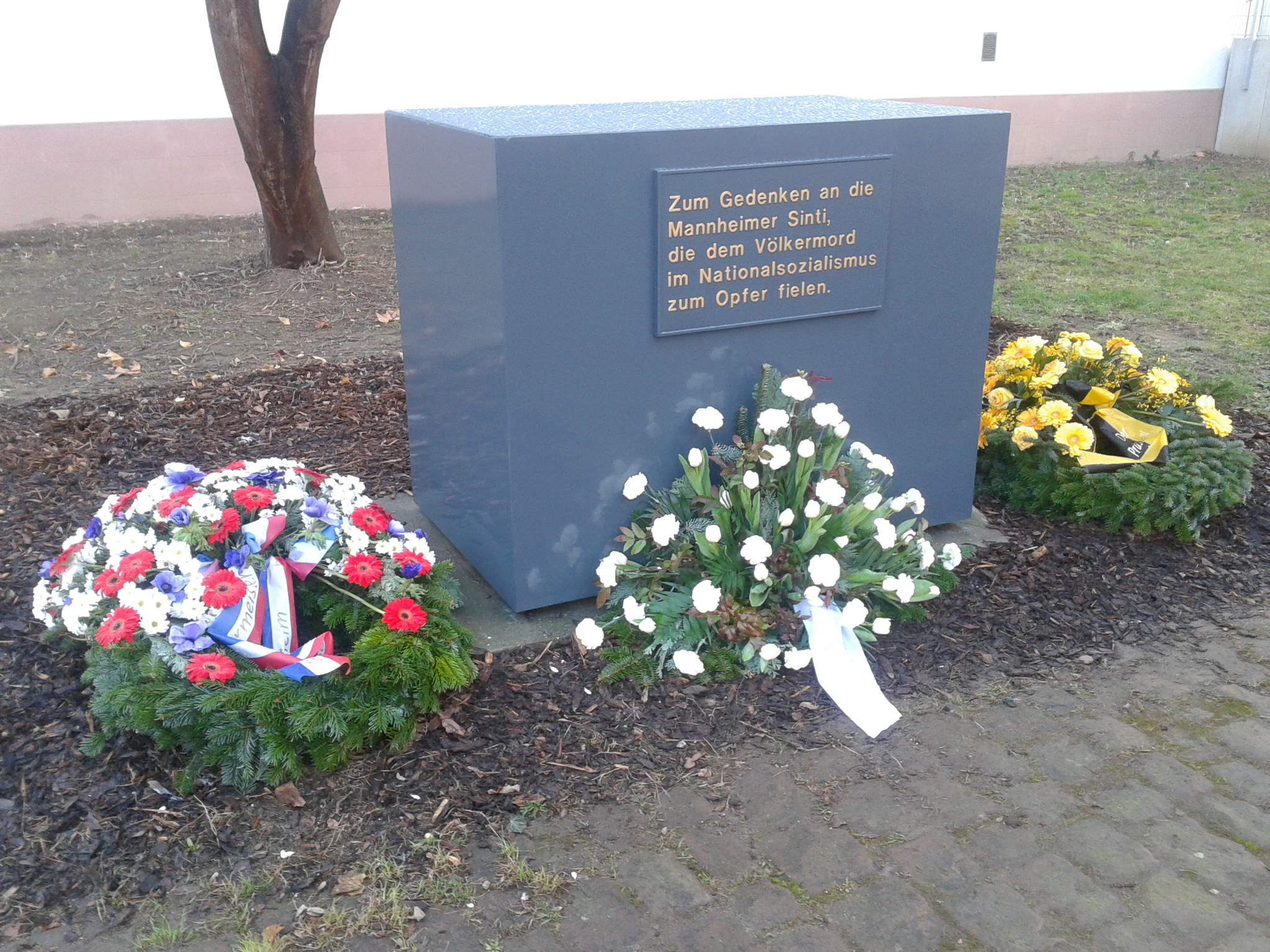
Bei der zentralen Feier des baden-württembergischen Landtags am Sinti-Denkmal in Mannheim niedergelegte Kränze, 2013

Der Tag des Gedenkens an die Opfer des Nationalsozialismus erinnert an alle Opfer eines beispiellosen totalitären Regimes während der Zeit des Nationalsozialismus: „Wir gedenken der Entrechteten, Gequälten und Ermordeten: der europäischen Juden, der Sinti und Roma, der Zeugen Jehovas, der Millionen verschleppter Slawen, der … Zwangsarbeiter, der Homosexuellen, der politischen Gefangenen, der Kranken und Behinderten, all derer, die die nationalsozialistische Ideologie zu Feinden erklärt und verfolgt hatte. Wir erinnern … auch an diejenigen, die mutig Widerstand leisteten oder anderen Schutz und Hilfe gewährten.“
Der Gedenktag wurde am 3. Januar 1996 durch Proklamation des Bundespräsidenten Roman Herzog eingeführt und auf den 27. Januar festgelegt. Am 27. Januar 1945 befreiten Soldaten der Roten Armee die Überlebenden des KZ Auschwitz-Birkenau, des größten Vernichtungslagers des NS-Regimes.
In seiner Proklamation führte Herzog aus:

„Die Erinnerung darf nicht enden; sie muss auch künftige Generationen zur Wachsamkeit mahnen. Es ist deshalb wichtig, nun eine Form des Erinnerns zu finden, die in die Zukunft wirkt. Sie soll Trauer über Leid und Verlust ausdrücken, dem Gedenken an die Opfer gewidmet sein und jeder Gefahr der Wiederholung entgegenwirken.“

In der Bundesrepublik wird an diesem Tag an öffentlichen Gebäuden Trauerbeflaggung gesetzt. In vielen Veranstaltungen wie Lesungen, Theateraufführungen oder Gottesdiensten wird bundesweit die Erinnerung an die Verbrechen der Nationalsozialisten wachgehalten. Zudem ist der Gedenktag ein Anlass, auf aktuelle Tendenzen von Antisemitismus, Fremdenfeindlichkeit und Menschenfeindlichkeit aufmerksam zu machen.
Im Bundestag findet jährlich eine Gedenkstunde zum Tag des Gedenkens an die Opfer des Nationalsozialismus statt.

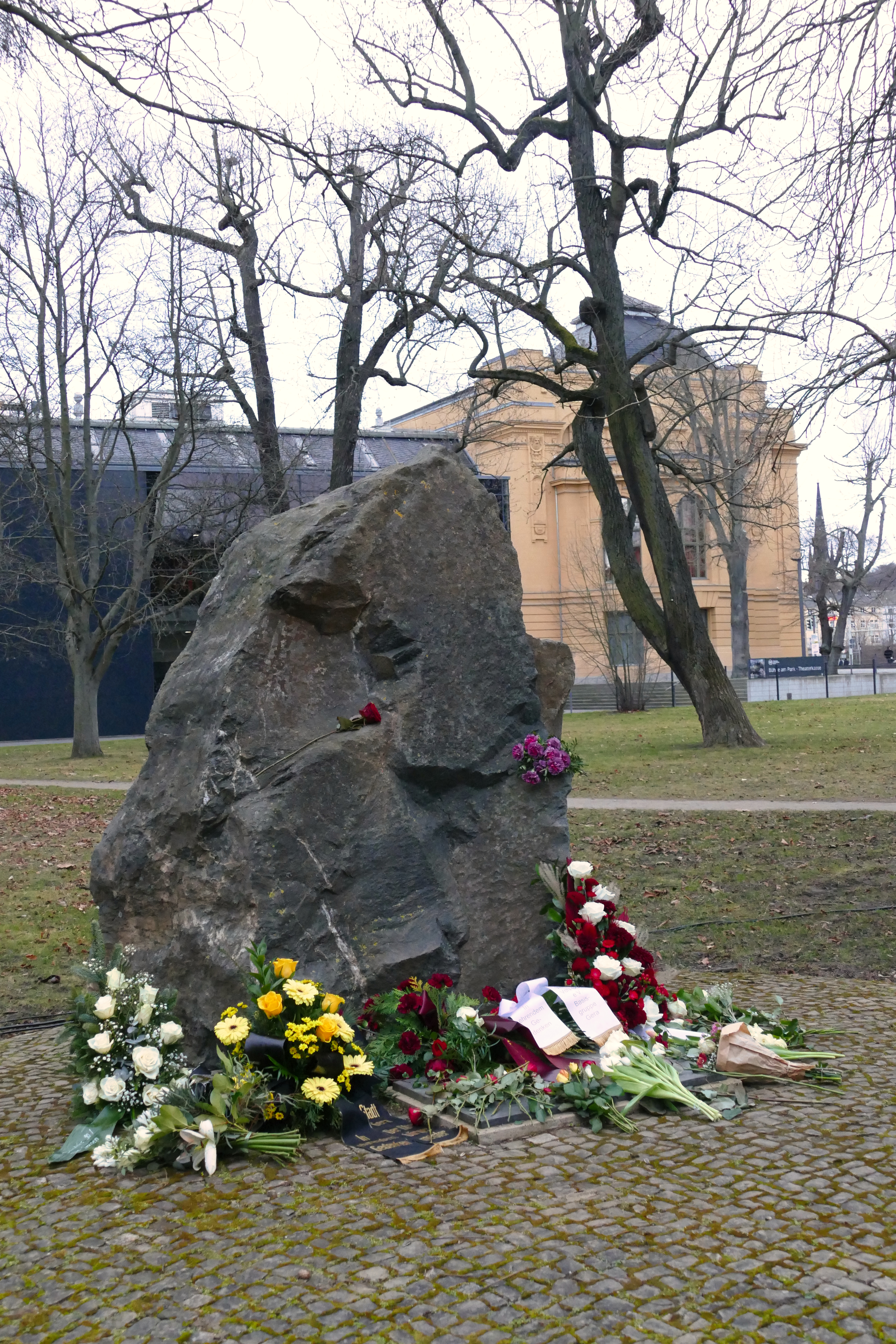
Anlässlich des 80. Jahrestags der Befreiung des KZ Auschwitz niedergelegte Kränze am „Denkmal für die Opfer des Faschismus“ im Geraer Küchengarten

Seit der Perikopenrevision von 2018 ist der Gedenktag Teil des evangelischen Kirchenjahres.